# Stomp komt terug
Stomp komt terug is het vijfde stripverhaal uit de reeks Baard en Kale. Het werd voor het eerst uitgegeven in 1958.

## Het verhaal
Baard en Kale zijn in Zuid-Frankrijk op verlof als ze door de graaf del Marco worden uitgenodigd. Direct na de uitnodiging krijgen ze al een dreigbriefje dat hen aanraadt niet naar de graaf te gaan. ‘s Anderendaags worden ze ontvangen door graaf del Marco die hen een film laat zien over zijn scheepswerf. Aan het einde van de film wordt echter het symbool van de bende van de witte hand getoond. En dan blijkt dat de graaf bedreigd wordt door Stomp om niet verder te werken aan zijn nieuwe hovercraft. Hij heeft de hulp van Baard en Kale nodig.
’s Nachts worden Baard en Kale bespied door een mannetje van de witte hand. Net als hij een aanslag op hen wil plegen in hun slaap, wordt de schutter tegengehouden door een geheimzinnige onbekende. De schutter slaat op de vlucht en meldt telefonisch zijn mislukking. Hij krijgt de opdracht om met een kameraad Baard en Kale terug aan te vallen.
Baard en Kale worden wakker van lawaai in de woonkamer en gaan hun huis verkennen op zoek naar mogelijke indringers. Ze vinden er de schutter, die is teruggekomen, en een kameraad. Maar daarnaast is er nog een derde indringer, de onbekende die de eerste aanslag heeft verijdeld. Het blijkt inspecteur Lucifer te zijn die de twee boeven weet gevangen te nemen.
Na deze bewogen nacht vertrekken Baard en Kale ’s anderendaags met een vliegtuig naar het eiland van graaf del Marco. Na het avondeten in het kasteel van del Marco gaat iedereen naar bed, maar niet voor lang. Baard en Kale gaan op het geluid af en vinden de graaf bij een gesaboteerde radio. Alle verbinding tussen het eiland en de buitenwereld is nu verbroken. Diezelfde nacht nog sluipt Stomp naar de scheepswerf om er een aanslag te plegen. De hoofdingenieur wordt in een moeite door ontvoerd. Graaf del Marco bewapent zijn arbeiders die over het ganse eiland patrouilleren. Ze zien Stomp in het kasteel en kammen het uit, maar zonder resultaat. Baard en Kale besluiten ieder apart op verkenning te gaan. Kale is kort daarna getuige van de landing van een duikbootbemanning op het eiland.
Als de dag aanbreekt, heeft Stomp zijn troepen verzameld en is hij klaar om de arbeiders van del Marco onder de voet te lopen. Alle wapenmagazijnen zijn immers leeggeroofd door de witte hand en de strijd lijkt al gestreden. Maar dat is buiten de vindingrijkheid van Baard en Kale gerekend. Met sneldrogende cement en water rekenen ze snel af met de bende van de witte hand. Stomp slaat op de vlucht maar wordt ingerekend op zijn duikboot. En dan blijkt dat het niemand minder is dan de secretaris van graaf del Marco.